# غرانت أندرسون (لاعب دوري الرغبي)
غرانت أندرسون (بالإنجليزية: Grant Anderson)‏ هو لاعب دوري الرغبي بريطاني، ولد في 21 فبراير 1969.